# José López Portillo, Puebla
José López Portillo är en ort i Mexiko.   Den ligger i kommunen Huejotzingo och delstaten Puebla, i den sydöstra delen av landet, 80 km öster om huvudstaden Mexico City. José López Portillo ligger 2 271 meter över havet och antalet invånare är 156.
Terrängen runt José López Portillo är platt åt nordost, men åt sydväst är den kuperad. Terrängen runt José López Portillo sluttar österut. Runt José López Portillo är det ganska tätbefolkat, med 108 invånare per kvadratkilometer. Närmaste större samhälle är Cholula, 18,4 km sydost om José López Portillo. Omgivningarna runt José López Portillo är en mosaik av jordbruksmark och naturlig växtlighet.